# Escuñau
Escuñau (oficialmente en occitano: Escunhau) es una población del municipio de Viella y Medio Arán que cuenta con una población de 105 habitantes, situado en la comarca del Valle de Arán  provincia de Lérida (España).

## Descripción

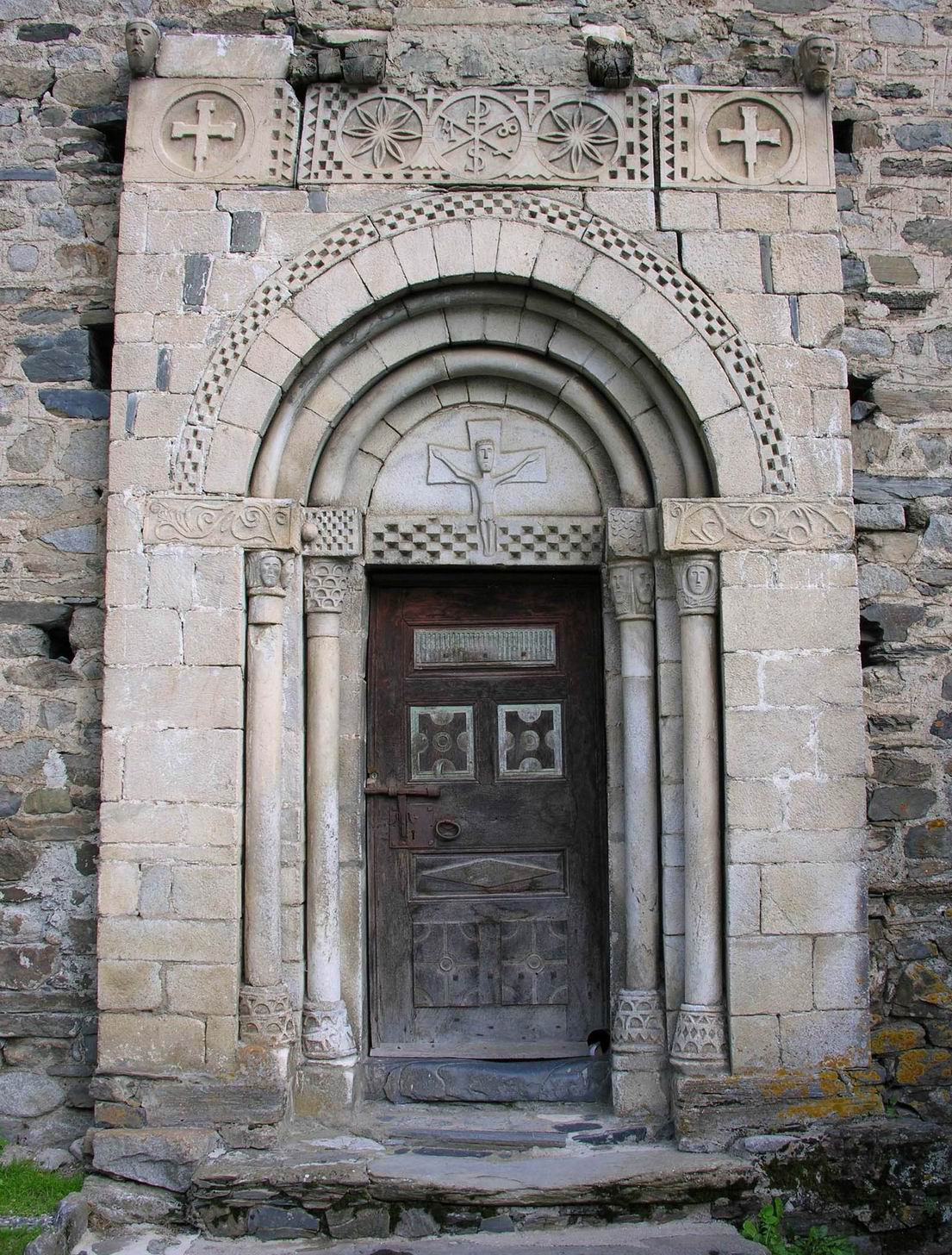
Portada de San Pedro

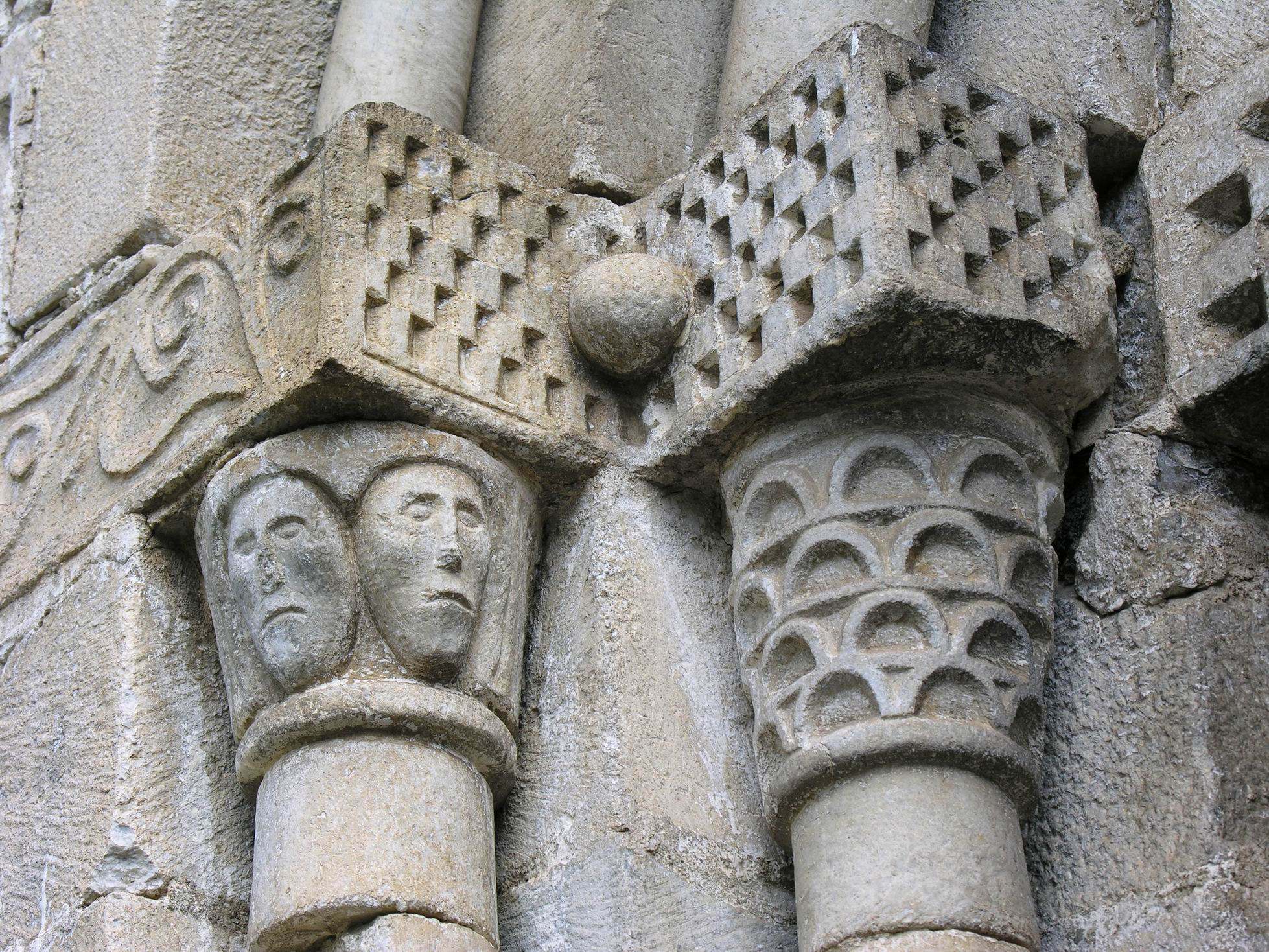
Detalle de la portada de San Pedro

Escuñau está situado a la orilla izquierda del Garona, a 1049 m de altitud. Hasta 1970 fue municipio independiente y su término comprendía, además, los pueblos de Casarill y Betrén y el despoblado de Castell. Junto con el puelo vecino de Casarilh forma la entidad municipal descentralizada de Escuñau y Casarill.
La fiesta mayor se celebra el 29 de junio, por San Pedro.
A unos 9 kilómetros al sur del pueblo, atravesando el bosque de Escuñau, se encuentra el lago de Escuñau. 

## Geografía humana

### Demografía
| Gráfica de evolución demográfica de Escuñau entre 1842 y 1960 |
| |
| Población de derecho según los censos de población del INE Población de hecho según los censos de población del INEEntre el censo de 1857 y el anterior, crece el término del municipio porque incorpora a 255060 (Betrén) Entre el censo de 1970 y el anterior, este municipio desaparece porque se integra en el municipio 25243 (Viella Mitg Aran) |

## Patrimonio
Destaca la iglesia de San Pedro, de estilo románico, originariamente del siglo XII, con una portada de gran calidad, y una pila bautismal y otra de agua bendita románicas. Otros edificios de Escuñau se remontan a la Edad Media, como Cò de Perejoan, de 1393.